# Alan Kelly (polityk)
Alan Kelly, irl. Alan Ó Ceallaigh (ur. 13 lipca 1975 w Limerick) – irlandzki polityk, poseł do Parlamentu Europejskiego VII kadencji, deputowany i minister, od 2020 do 2022 lider Partii Pracy.

## Życiorys
Kształcił się kolejno na University College Cork, w Boston College i na University College Dublin. W drugiej połowie lat 90. wszedł w skład władz organizacji młodzieżowej przy Partii Pracy, w 1999 został jej współprzewodniczącym, a rok później przewodniczącym. Działa w różnych klubach i zrzeszeniach sportowych, w tym w Gaelic Players Association. Od 2007 do 2009 zasiadał w Seanad Éireann 23. kadencji.
W wyborach w 2009 z ramienia laburzystów uzyskał mandat posła do Parlamentu Europejskiego. Przystąpił do grupy Postępowego Sojuszu Socjalistów i Demokratów, a także do Komisji Rynku Wewnętrznego i Ochrony Konsumentów. W 2011 wybrany został do Dáil Éireann 31. kadencji, na skutek czego odszedł z Europarlamentu. W marcu tego samego roku objął urząd ministra stanu ds. transportu publicznego (poza składem gabinetu) w rządzie Endy Kenny’ego.
5 lipca 2014 został wiceprzewodniczącym laburzystów, a 11 lipca tegoż roku dołączył do składu gabinetu jako minister środowiska i wspólnot lokalnych. 6 maja 2016 zakończył urzędowanie na stanowisku ministra, w tym samym miesiącu odszedł też z funkcji partyjnej. W wyborach w 2016, 2020 i 2024 uzyskiwał reelekcję do niższej izby irlandzkiego parlamentu.
W kwietniu 2020 został nowym liderem Partii Pracy, zastępując na czele partii Brendana Howlina. W marcu 2022 na te funkcji zastąpiła go Ivana Bacik.